# Gunnar Suolahti
Gunnar Wilhelm Suolahti, till 1906 Palander, född 16 september 1876 i Tavastehus, död 26 december 1933 i Helsingfors, var en finländsk historiker och professor i nordisk historia vid Helsingfors universitet 1918–1929. Han var även professor i Finlands och Skandinaviens historia 1929–1933.

## Karriär
Suolahti var huvudredaktör för tidskriften Historiallinen Aikakauskirja 1903–1910 och för verket Suomen kulttuurihistoria. Suolahti var känd som en inspirerande universitetslärare som uppfostrade en krets studenter intresserade av kultur- och socialhistoria. Som ordförande för Historiska Föreningen (Historiallinen Yhdistys) var han i ständig kontakt med unga historiker. Gunnar Suolahtis stilistiska utveckling stegrades och kulminerade i biografin Nuori Yrjö Koskinen (1933). Fennomanen Suolahti var sekreterare för Gammalfinska partiets ledare Richard Danielson-Kalmari, chefredaktör för Raataja och tidskriften Aika 1907–1911, kurator för den av gammalfinnar och novembersocialister dominerade Tavastländska nationen, författare till nämnda biografi över fennomanhövdingen Yrjö Koskinen. Bland kollegerna stod utan tvivel Alma Söderhjelm honom närmast.

## Historiesyn
Suolahtis egen forskning var inriktad på metodologiska frågor, och han anses vara en representant för Karl Lamprecht i Finland. Lamprecht förknippas med en betoning på kulturhistoria och sociala strukturer på bekostnad av den politiska historien och händelsehistorien. Matti Klinge reviderar den traditionella bilden av Lamprechts stora inflytande på Suolahti. Suolahti förefaller aldrig ha anammat Lamprechts kulturmorfologiska föreställningar om att historiens uppgift är att klargöra lagenligheten i vissa typiska själs- och intellektuella strömningar. Tvärtom markerade han avstånd mot lamprechtiansk form av kollektivism och ett sökande efter "lagenligheter" och morfologiskt-strukturella helheter i det förflutna.
Matti Klinge menar att Suolahti i allt väsentligt var den som fullföljde Topelius program. Han var intresserad av epoker och deras själsliv, en epoks väsen, eller dess typiska drag som en funktion i tiden. Denna inriktning hade aktualiserats redan på 1830- och 1940-talen av bl.a. av restaurationshistorikerna Guizot och Michelet, av författarna Stendhal och Balzac och sedan i Topelius hela produktion eller i den historievärld där den unge Suolahti växte upp. Som intresserad av tidsepoken som sådan är han efterföljare till Leopold von Ranke. Suolahti sökte inte linearitet i historien eller ett förverkligande av nationalitetstanken eller socialismen, inte heller mänsklig fulländning eller kulturformer i Comtes, Marx eller Darwins efterföljd. Varje tidsepok var "unmittelbar zu Gott", som Ranke sade, och som sådan oberoende av föregående eller efterföljande tidsepoker. Men detta innebar inte ett återvändande till en av Ranke inspirerad politisk historia; epokförklaringen skulle istället rikta in sig på kulturhistorien. Verket Suomen pappilat 1700-luvulla (1912) är ett praktexempel på detta tillsammans med Suomen papisto 1600- ja 1700-luvulla (1920), som utkom i svensk översättning: Finlands prästerskap på 1600- och 1700-talen (1927). Mellan allmogen och hovet hade Suolahti funnit ett genuint finskt stånd: prästerskapet. Verket utgör ett slags syntes över epoken.
På 1920-talet började han föra kulturhistorien närmare etnografin. Han skrev en bok om bastuns historia och företog hembygdsforskning på landsbygden i Tavastland. På grund av detta fick kulturhistorien en agrart-historiskt-etnografisk inriktning i Finland. I Sverige förde Henrik Schück kulturhistorien närmare idé- och lärdomshistoria. Gunnar Suolahti banade 1936 väg för verket Suomen kulttuurihistoria (under Eino Jutikkalas ledning).